# Кути (Забайкальский край)
Кути — село в Приаргунском районе Забайкальского края России. Входит в состав сельского поселения «Молодёжнинское». Основано в 1910 году.

## География
Село находится в южной части района на левом берегу реки Аргунь, по которой здесь проходит российско-китайская граница, на расстоянии примерно 30 километров (по прямой) на юг-юго-восток от посёлка городского типа Приаргунск. 

## Климат
Климат характеризуется как резко континентальный, с длительной морозной малоснежной зимой и коротким тёплым летом. Среднегодовая температура воздуха по району отрицательная и варьируется в пределах от -−4°С до — 3,5°С. Средняя температура самого холодного месяца (января) составляет −26 — −29°С (абсолютный минимум — −56 °С), температура самого тёплого (июля) — 18 — 20°С (абсолютный максимум — 38 °С). Безморозный период длится в среднем от 90 до 110 дней в году. Среднегодовое количество атмосферных осадков составляет 300—350 мм.
Часовой пояс
Село Кути находится в часовой зоне МСК+6. Смещение применяемого времени относительно UTC составляет +9:00.

## Население
| 1923 | 2002 | 2010 | 2021 |
| ---- | ---- | ---- | ---- |
| 96   | ↗159 | ↘116 | ↗120 |

Национальный состав
Согласно результатам переписи 2002 года, в национальной структуре населения русские составляли 91% из 159 чел.

## Инфраструктура
В селе функционируют погранзастава и фельдшерско-акушерский пункт.